# Mercedes Sampietro
Mercedes Sampietro Marro (Barcelona, 24 de janeiro de 1947) é uma atriz espanhola. Sua estréia no palco foi em 1979, e no cinema, sete anos depois, em  A un dios desconocido de Jaime Chávarri.
Foi presidente da Academia de Artes e Ciências Cinematográficas da Espanha de 9 de outubro de 2003 a 18 de dezembro de 2006.

## Prêmios e indicações
Em 1981, Mercedes ganhou o prêmio de Melhor Atriz no 12º Festival Internacional de Cinema de Moscou por seu papel em Gary Cooper, que estás en los cielos. Também ganhou um Prêmio Goya de Melhor Atriz graças ao seu papel no filme Lugares Comuns.

## Filmografía
| - 2007 - La noche que dejó de llover - La buena nueva - El hombre de arena - Vida de familia - 2006 - Va a ser que nadie es perfecto - 53 días de invierno - La edad de la peseta - Salvador (Puig Antich), de Manuel Huerga - 2005 - Reinas, de Manuel Gómez Pereira - Obaba, de Montxo Armendáriz - Nordeste - 2004 - Inconscientes - Febrer - El año del diluvio (voz) - Cuadrilátero - 2003 - Buscando a Nemo (voz) - No matarás - Bala perdida - 2002 - Lugares comunes - 2001 - Silencio roto, de Montxo Armendáriz | - 2000 - Dinosaurio (voz) - Nosotras - Sé quién eres - 1999 - Cuando vuelvas a mi lado - Las huellas borradas - Tarzán (voz) - Segunda piel - Saïd - 1998 - Bert - 1997 - La herida luminosa - 1995 - Historias del Kronen, de Montxo Armendáriz - 1994 - Dame fuego - 1993 - El pájaro de la felicidad, de Pilar Miró - 1991 - Beltenebros (dubber of voice), de Pilar Miró - 1989 - Montoyas y tarantos - La blanca paloma - La banyera - Caminos de tiza - 1988 - Sinatra (film) - Qui t'estima, Babel? - Lluvia de otoño - 1987 - Pehavý Max a strasidlá | - 1986 - Werther, de Pilar Miró - Virtudes Bastián - 1985 - Extramuros - El anillo de niebla - 1984 - La última rosa - 1983 - Percusión - Vivir mañana - 1982 - Estoy en crisis - Hablamos esta noche - La leyenda del tambor - El ser - 1980 - Gary Cooper, que estás en los cielos, de Pilar Miró - El crimen de Cuenca, de Pilar Miró - 1978 - ¿Qué hace una chica como tú en un sitio como éste? - 1977 - A un dios desconocido |

## Televisão
| - Si no t'hagués conegut (2018-¿?) - Fugitiva (2018-¿?) - Historias robadas (2011) - Marco, la historia de un niño (2010-2011) - La Riera (2010-2017) - Hay alguien ahí (2009). - Cazadores de hombres (2008) - Porca Miseria (2004-2007) - Divinos (2006) - La Malquerida (2006) - Paraíso (2001-2002) | - Un chupete para ella]] (2000-2002). - Carlota (2000). - Nada es para siempre (1999). - Laberint d'Ombres (1998-2000). - Estació d'enllaç (1997) - Nissaga de Poder (1996-1998). - Juntas, pero no revueltas (1995-1996). - Una hija más (1991). - El mundo de Juan Lobón (1989). - Miguel Servet, la sangre y la ceniza (1989). - La tía de Frankenstein (1987) | - Vísperas (1987) - Las aventuras de Pepe Carvalho (1986) - El jardín de Venus (1983-1984) - Juanita la larga (1982) - Juan y Manuela (1974). |

## Teatro
- Les amistats perilloses (1993), dirigida por Pilar Miró
- Dissabte, diumenge i dilluns (2002), dirigida por Sergi Belbelo
- Danza macabra (2003-2004)
- Roberto Zucco (2005